# Petroleros de Minatitlán
Para el equipo de Poza Rica, véase Petroleros de Poza Rica (béisbol).
Los Petroleros de Minatitlán fue un equipo que participó en la Liga Mexicana de Béisbol y en la Liga Veracruzana Estatal de Béisbol con sede en Minatitlán, Veracruz, México.

## Historia

### Primera Etapa
Los Petroleros de Minatitlán nacen para la Liga Mexicana de Béisbol en la temporada de 1992 cuando la franquicia de Bravos de León llegó a la ciudad. En su primera temporada los Petroleros lograron conseguir su primera clasificación a postemporada al terminar en tercer lugar de la Zona Sur al terminar con marca de 72 ganados y 58 perdidos. En la primera ronda eliminó a los Diablos Rojos del México en 7 juegos para avanzar a la siguiente ronda donde se enfrentó a los Tigres Capitalinos con quienes perdió en 6 juegos.
La siguiente campaña se quedaron cerca de conseguir nuevamente la clasificación pero terminaron en quinto lugar general de la Zona Sur. Después de esta campaña vendrían temporadas perdedoras donde estarían en los últimos lugares de la zona.

#### Cambio de nombre
Debido a que para la temporada de 1996 regresaron los Petroleros de Poza Rica el equipo cambió de nombre por el de Potros de Minatitlán, nombre que utilizaron por dos años hasta que para la temporada de 1998 se mudaron a la ciudad de Córdoba, Veracruz para convertirse en los Cafeteros de Córdoba.

### Segunda Etapa
El 6 de noviembre de 2006 en Playa del Carmen, Quintana Roo, la Asamblea de la Liga Mexicana de Béisbol (LMB) dio la anuencia para el retorno de los Petroleros de Minatitlán, con directiva nueva encabezada por Ranulfo Márquez Hernández al adquirir la franquicia de los Cafeteros de Córdoba quienes habían tenido problemas la campaña anterior ya que iniciaron siendo los Petroleros de Poza Rica.
En su presentación en la LMB para la campaña de 2007, los Petroleros de Minatitlán vencieron a los Rojos del Águila de Veracruz con pizarra de 5-3 el día 21 de marzo. El jardinero central venezolano René Reyes produjo dos carreras. El pitcher derecho Alejandro Sánchez ganó el histórico primer juego para Petroleros en su retorno a LMB.
El 29 de julio de 2007: Grimaldo Martínez llegó a 2000 hits de por vida en su paso por la Liga Mexicana de Béisbol (LMB) al conectar de jonrón durante el primer inning del tercer juego de la serie contra los Guerreros de Oaxaca y último de la temporada regular 2007.
En su primera campaña de regreso los Petroleros terminaron en último lugar de la liga con marca de 39 ganados y 71 perdidos. Sus siguientes temporadas no fueron mejores terminando siempre en los últimos lugares de la liga y no lograron clasificar a la postemporada durante su segunda etapa en la LMB. La temporada de 2013 fue la última en que terminaron en último lugar de la liga con marca de 37 ganados y 71 perdidos. La franquicia fue adquirida por Alberto Uribe quienes los cambió de sede a la ciudad de Tijuana, Baja California para convertirlos en los Toros de Tijuana.

### Actualidad
Los Petroleros participaron en la Liga Veracruzana Estatal de Béisbol.

## Estadio
Los Petroleros tenían como casa el Parque 18 de marzo de 1938 con capacidad para 7500 espectadores, ubicado en la ciudad de Minatitlán, Veracruz, México.Celebró su primer partido oficial de LMB en el mes de marzo de 1992.

## Jugadores

### Roster actual
Actualizado al 31 de julio de 2013.
"Temporada 2013"
| Lanzadores: - 10 Miguel Rubio - 13 José Meraz - 14 José Jácome - 15 Joel Vargas - 18 Julio César Terrazas - 19 Juan Ramón Mares - 22 José Carlos Domínguez - 31 Heberto González - 32 Erick Pulido - 35 Manuel Báez - 37 Amilcar Gaxiola - 40 Omar Vázquez - 45 Edgar Huerta - 47 Fernando Hernández - 53 Jorge Soto - 55 José Ascanio - 56 Giovanny Villavicencio - 61 Alejandro Martínez - - Jaime Espinoza - - Israel Lomelí - - Mateo Monjardín |  | Receptores: - 16 Joel Galarraga - 30 Eduardo Santos - 52 Raúl Rodríguez Jugadores de Cuadro: - 2 Paul León - 3 Alejandro Ahumada - 9 Adelaido Martínez - 20 Robert Munguía - 26 Rodrigo Aguirre - 27 Edwin Hernández - 39 Jesús Valenzuela Jardineros: - 6 César Rodríguez - 10 Teodoro Domínguez - 12 Sergio García - 20 Edgar Beristain - 42 Luis Fonseca Mánager: José Ángel Chávez |

### Jugadores destacados
- Julio Purata.
- Edwin Moreno.

### Números retirados
Ninguno.

### Novatos del año
- 2011  Alejandro Martínez.

### Campeones Individuales

#### Campeones Bateadores
| Año | Nombre  | Porcentaje |
| --- | ------- | ---------- |
| NA  | Ninguno | NA         |

#### Campeones Productores
| Año | Nombre  | Producidas |
| --- | ------- | ---------- |
| NA  | Ninguno | NA         |

#### Campeones Jonroneros
| Año | Nombre  | Jonrones |
| --- | ------- | -------- |
| NA  | Ninguno | NA       |

#### Campeones de Bases Robadas
| Año | Nombre  | Bases |
| --- | ------- | ----- |
| NA  | Ninguno | NA    |

#### Campeones de Juegos Ganados
| Año  | Nombre       | Récord |
| ---- | ------------ | ------ |
| 1992 | Julio Purata | 20-9   |

#### Campeones de Efectividad
| Año | Nombre  | Porcentaje |
| --- | ------- | ---------- |
| NA  | Ninguno | NA         |

#### Campeones de Ponches
| Año | Nombre  | Ponches |
| --- | ------- | ------- |
| NA  | Ninguno | NA      |

#### Campeones de Juegos Salvados
| Año  | Nombre               | Juegos |
| ---- | -------------------- | ------ |
| 1992 | Luis "Mambo" de León | 34     |

## Ejecutivos del año
La organización ha obtenido el nombramiento de Ejecutivo del Año en la LMB en una ocasión.
- 1992  Santiago Burelo.